# 梅河口站
梅河口站位于中华人民共和国吉林省通化市梅河口市，是沈吉铁路、四梅铁路、梅集铁路上的火车站。车站由沈阳局集团梅河口车务段管辖，为客货纵列二级四场混合式区段站，负责办理客货运业务以及通化（桃园村）、吉林（棋盘）、杉松岗、辽源、裕国、苏家屯六个方向列车的接发和解编作业站。

## 历史
梅河口站随奉海铁路建于1925年，1927年开始营业。当时站内设有3条到发线、1条货物线，站房面积30平方米。同年12月开始担当沙（沙口，今莲河）西（西安，今辽源）线的列车编解。
1928年车站上调为二等站。1929年重建站舍，新站房为面积面积412平方米的欧式二层楼房。1936至1937年，平梅铁路、梅辑线先后竣工，车站站线增加到12股；1937年11月梅辑线正式通车后上调为一等站，同时变为编组站，站线增加到23股。
1951年新建193平方米运转室；到1979年，增建5条编组线、2条货物线，并在吉林方向修建简易驼峰。1979年，在既有站场东侧建成东运转场（Ⅱ场），建有正线1股、到发线3股、编组线5股，担当部分货物列车接发和编组作业；同时建设新站舍，于1979年1月1日正式投入使用。
1991年，梅河口站在原Ⅱ场基础上扩建成一级三场区段站，先后增建横列式的二场、三场、四场，1993年5月31日提前竣工:85。

## 车站结构
梅河口站目前使用的站房于1979年投入使用，建筑面积1906平方米，为欧式风格。站房共有两层，候车室可容纳1000名旅客候车。
梅河口站Ⅰ场正线2股、到发线7股、站修线1股。曾设有编组线9股，后拆除；车站货场办理整车货物、集装箱货物和批量快运货物的发送和到达业务，设有6股货物线；车站连接梅河口机务段、通化工务段、吉林车辆段，并设有通往阜康酒精、汇源油脂、阜康热电、中央储备粮梅河口直属库、梅河口市商业储运公司和中国石油天然气股份通化销售分公司的专用线。
东运转场规模一级三场。其中东到发线设有5条到发线，预留2条；编组场设有14条调车线，预留4条；西到发场设有5条到发线。